# Estación central de Friburgo de Brisgovia
La estación central (nombre local: Hauptbahnhof) de Friburgo de Brisgovia, Alemania, es una de las estaciones de tren más importantes de Baden-Wurtemberg. El servicio ferroviario comenzó el 1 de septiembre de 1845. La antigua estación, construida en 1845, fue destruida durante la Segunda Guerra Mundial y reemplazada por un edificio provisional en 1949. La nueva estación se inauguró en 1999. La estación cuenta con 8 vías en 5 andenes. Enlaza con las líneas de tranvía que paran en el puente del tranvía municipal que atraviesa las vías y con las líneas de autobuses que parten de la estación central de autobuses aledaña.
|                             |
| La primera estación en 1845 |

|                                                          |
| La estación provisional en la segunda mitad del siglo XX |

|                            |
| La estación actual de 1999 |